# Горнозаводськ
Горнозаводськ  — місто в європейській частині Росії, адміністративний центр Горнозаводського району Пермського краю. Населення 10,8 тисячі жителів 2023.

## Історія
До середини XX століття тут розташовувалась залізнична станція. З 1947 року почалось будівництво цементного заводу, перша черга якого працює з 1955. У 1950 набув статусу селища міського типу. У 1965 населений пункт отримав статус міста та мав 9 тисяч жителів.

## Географія
Місто розташоване за 125 км на північний схід від Пермі, у передгір'ях Середнього Уралу. Залізнична станція на лінії Перм  — Нижній Тагіл — Єкатеринбург (станція Пашія).

## Економіка
Найбільше підприємство міста ВАТ «Горнозаводськцемент», також працює хлібокомбінат. Поруч з містом проходять газопроводи, що зв'язують газовидобувні райони Тюменської області і європейську частину Росії.

## Примітка
1. ↑  [https://rosstat.gov.ru/storage/mediabank/Bul_MO_2023.xlsx [Архівовано 2024-04-09 у Wayback Machine.] RUS-census2023